# Taye Taiwo
Pour les articles homonymes, voir Taiwo.
Taye Ismaila Taïwo-Morganti, de son vrai nom, né le 16 avril 1985 à Lagos au Nigeria, est un footballeur de l'équipe du Nigéria  occupant le poste d'arrière gauche.
Il passe une grande majorité de sa carrière à l'Olympique de Marseille avec lequel il est champion de France en 2010 et remporte deux Coupes de la Ligue ainsi qu'un Trophée des champions et une Coupe Intertoto en 2005.
Avec sa sélection, il participe à la CAN en 2006, 2008 et 2010 et à la Coupe du monde 2010.

## Biographie

### Carrière en club

#### Lobi Stars (2003-2005)
Il commence sa carrière professionnelle au Nigéria au Lobi Stars de Makurdi.

#### Olympique de Marseille (2005-2011)
Sur les conseils de l'agent de joueur Pierre Frelot, Pape Diouf recrute à l'Olympique de Marseille le jeune nigérian Taye Taiwo pour un montant de 150 000 € afin de pallier le départ de Bixente Lizarazu retourné au Bayern Munich. Il arrive à l'OM le 11 janvier 2005 et joue son premier match avec l'équipe réserve en CFA contre l'AS Saint-Priest.
Après seulement deux matchs avec la réserve olympienne, Philippe Troussier l'incorpore à l'effectif professionnel dans lequel il s'impose en fin de saison 2004-2005 en tant que titulaire. Il joue son premier match le 12 mars contre le RC Lens puis marque son premier but à l'OM.
La saison suivante, il marque son premier but contre les YB de Berne en Coupe Intertoto avant de remporter la compétition. Il marque ensuite son premier but en Ligue 1 lors de la 3e journée contre l'Olympique lyonnais dès la 6e minute sur coup franc et délivre une passe décisive pour Christian Gimenez contre l'AC Ajaccio comptant pour la 5e journée de la saison 2005-2006. Il se fait remarquer en demi-finale de la Coupe de France 2006 contre le Stade rennais en marquant un coup franc direct d'une puissance impressionnante (environ 130 km/h) . Il joue la finale de la coupe de France 2006 mais l'OM s'incline contre le Paris SG deux buts à un.
Lors de la saison suivante, il devient titulaire au sein de l'effectif olympien avant de jouer une seconde finale de coupe de France mais s'incline face au FC Sochaux aux tirs au but lors de laquelle il est le premier a s'élancer et à tromper Teddy Richert.
Le 18 septembre 2007, il joue son premier match de Ligue des champions contre le Beşiktaş et marque son premier but en Ligue des champions lors du match retour en Turquie deux mois plus tard, le 28 novembre 2007 d'une frappe surpuissante des 25 mètres. Malgré quelques irrégularités qui poussent l'OM à recruter Juan Angel Krupoviesa, Taye Taiwo réalise une bonne saison ponctuée par une place dans l'équipe-type de Ligue 1 lors des trophées UNFP 2008. Il fait également partie de l'équipe-type du championnat lors de la saison suivante.

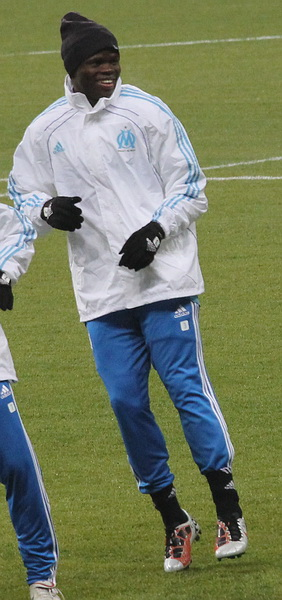
Taiwo lors d'un échauffement avec l'OM en 2010.

Lors de la saison 2009-2010, l'OM remporte le doublé championnat-Coupe de la Ligue et Taye Taiwo marque trois buts dont un contre l'Olympique lyonnais, permettant la victoire deux buts à un de l'OM et un but décisif sur penalty contre l'US Boulogne à cinq journées de la fin du championnat. Il remporte ensuite le Trophée des champions contre le Paris SG lors de la séance de tirs au but.
En 2010-2011, il marque aussi plusieurs buts dont un à la 5e journée contre le FC Sochaux d'une frappe exceptionnelle à 35 mètres du but depuis la ligne de touche. Le 23 avril 2011, lors de la finale de la Coupe de la Ligue face à Montpellier, il inscrit d'un tir du pied droit le seul et unique but de la rencontre, permettant à son club de conserver son titre. Il s'est ainsi vu attribuer le trophée d'homme du match remis par le professeur Gérard Saillant. Trois semaines plus tard, il écope de la sanction d'un match de suspension et de 20 000 € d'amende de la part du Conseil de l'Éthique de la LFP, pour « avoir tenu des propos grossiers au micro du stade de France à l'issue de la finale de la coupe de la Ligue 2011 ». Ses bonnes performances en championnat lors de la saison 2010-2011 lui permettent de figurer dans l'équipe type de Ligue 1.

#### AC Milan (2011-2013)

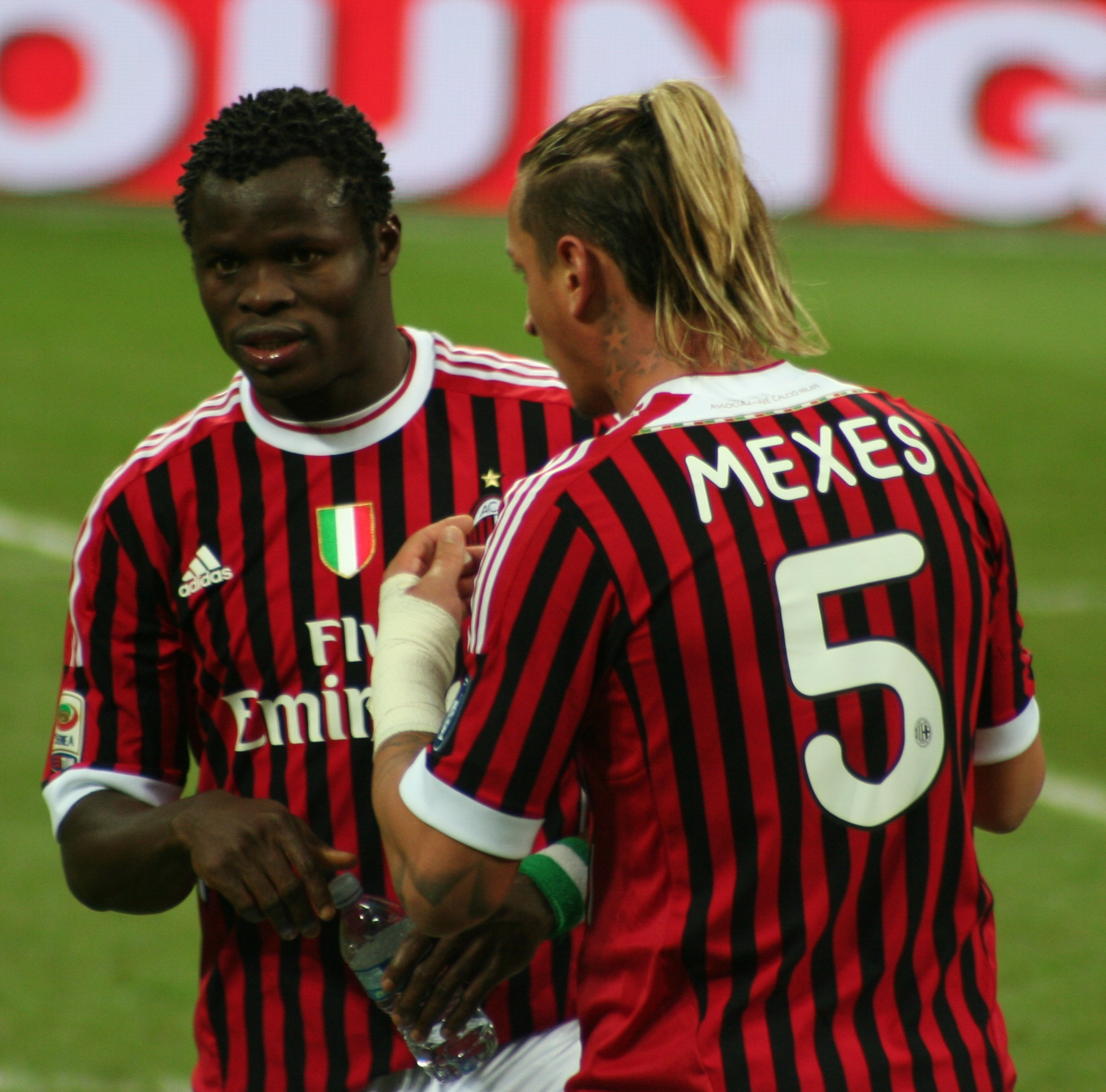
Taiwo (à gauche) et son coéquipier Philippe Mexès à l'AC Milan en 2011.

En fin de contrat à Marseille en mai 2011, Taiwo signe un contrat de trois ans en faveur du Milan AC. Le 21 août 2011, le joueur nigérian se blesse d'emblée à la cheville gauche lors du Trophée Luigi Berlusconi. Cet incident l'éloigne des terrains jusqu'à fin du mois de septembre, et ne l'aide pas à s'imposer en Lombardie. Massimiliano Allegri lui préférant souvent Luca Antonini au poste d'arrière gauche, Taiwo ne participe qu'à quatre rencontres de Série A durant la première partie de saison, et fait quatre apparitions en Ligue des champions.

#### Queens Park Rangers (2012)
En manque de temps de jeu à Milan, Taye Taiwo est prêté jusqu'à la fin de la saison aux Queens Park Rangers le 24 janvier 2012,. Huit jours plus tard, il participe à son premier match de Premier League en étant titularisé par Mark Hughes lors du match comptant pour la 23e journée face à Aston Villa (2-2). Il prend part à quinze matchs et marque un but avant de réintégrer l'effectif du Milan AC le 1er juillet 2012.

#### Dynamo Kiev (2012-2013)
Le 31 juillet 2012, Taiwo est prêté durant une année avec l'option d'achat au club ukrainien du Dynamo Kiev. Le 23 septembre suivant, il marque son premier but lors du match de Coupe d'Ukraine face au FC Chakhtar Donetsk lors d'une défaite quatre buts à un. Il joue au total 31 rencontres toutes compétitions confondues avec le club ukrainien.

#### Bursaspor (2013-2015)
Indésirable en Italie, il rejoint le club turc de Bursaspor, en juillet 2013 pour trois ans. Lors de la première saison, il joue 37 rencontres et marque 3 buts. La saison suivante, il n'est plus désirable et ne prend part à aucun match. Le 27 avril 2015, Taye Taiwo résilie son contrat avec le club turc.

#### HJK Helsinki (2015-2017)
Il se lance un nouveau défi en rejoignant la Finlande et le HJK Helsinki, le 23 août 2015 pour une saison. Il découvre ainsi un nouveau pays après la France, l'Italie, l'Angleterre, l'Ukraine et la Turquie. Le 24 août suivant, il joue son premier match sous ces nouvelles couleurs lors de la 25e journée de championnat en étant titulaire contre le club voisin du HIFK. Le 31 janvier 2016, il fait gagner son équipe en marquant son premier but en Finlande en coupe de la ligue contre l'IFK Mariehamn sur un penalty.

#### Lausanne-Sport (2017)
Libre de son contrat depuis quelques semaines, il signe un contrat pour six mois au Lausanne-Sport le 30 janvier 2017. Le 5 février 2017, Taiwo joue son premier match avec le LS face au FC Lucerne, après avoir remplacé Nicolas Gétaz à la 69e minute de jeu (match nul 4-4 à la Swissporarena).

#### AFC Eskilstuna (2017)
Le 9 août 2017, il s'engage avec le club suédois AFC Eskilstuna.

#### RoPS (2018-2019)
En 2018, il s'engage pour deux saisons en Finlande, du côté du RoPS Rovaniemi.

#### Doxa Katokopias (2020)
Le 4 juillet 2020, il s'engage pour une saison jusqu’en juin 2021 avec le club de Chypre Doxa Katokopias et portera le numéro 33 au dos de son maillot.

#### Palm Beach Stars (2020-2021)
Moins de quatre mois plus tard, l'ancien latéral de l'Olympique de Marseille a déjà plié bagage en direction les États-Unis avec les Palm Beach Stars.

#### ASD Sant'Angelo 1907 (2021)
En 2021, il signe à l'ASD Sant'Angelo 1907 en D4 italienne.

#### Salon Palloilijat (2022)
En décembre 2021, Taye Taiwo rejoint le Salon Palloilijat en D3 finlandaise. L'ancien défenseur de l'OM s'engage pour une année.

### Carrière internationale
En janvier 2005, le Nigéria survole la compétition de la CAN des moins de 20 ans au Bénin et se hisse en finale face à l’Égypte. Dans cette compétition, Taye Taiwo remporte le trophée avec sa sélection.
Avec la sélection nigériane des moins de 20 ans, Taiwo participe au Mondial des moins de 20 ans aux Pays-Bas en 2005. Il marque deux buts décisifs au cours de la compétition qui permettent au Nigeria d'atteindre la finale, perdue contre l'Argentine 2-1. Taiwo est désigné troisième meilleur joueur du tournoi, après Lionel Messi et John Obi Mikel.
Le 17 novembre 2004, il honore sa première sélection contre l'Afrique du Sud (2-1) en match amical, il est titulaire lors de cette rencontre avant de céder sa place à Okechukwu Odita à la 70e minute.
Il est sélectionné pour sa première compétition officielle avec le Nigeria lors de la CAN 2006 et marque son premier but international contre le Ghana qui offre la victoire à son équipe (1-0) lors du premier tour. Après avoir été battu en demi-finale contre la Côte d'Ivoire (1-0), le Nigeria termine à la 3e place de la compétition en battant le Sénégal lors de la petite finale.
Il est de nouveau appelé dans le groupe pour la CAN 2008 mais le Nigéria est battu en quarts de finale par le Ghana. En 2010, il participe à sa troisième CAN et termine à la troisième place de la compétition pour la seconde fois en battant l'Algérie lors de la petite finale après avoir été battu par le Ghana en demi-finale.
Il est sélectionné pour la Coupe du monde 2010 en Afrique du Sud, mais ne fait pas partie du groupe pour la coupe du monde 2014 au Brésil.

### Vie privée
A 28 ans, il est adopté par Gilbert Morganti, un retraité marseillais de 69 ans avec qui il noue une relation père-fils depuis son passage à l'Olympique de Marseille.

## Statistiques
| Saison                | Club                   | Championnat           | Championnat | Championnat | Coupe(s) nationale(s) | Coupe(s) nationale(s) | Compétition(s) continentale(s) | Compétition(s) continentale(s) | Compétition(s) continentale(s) | Nigeria | Nigeria | Total | Total |
| Saison                | Club                   | Division              | M.          | B.          | M.                    | B.                    | Comp.                          | M.                             | B.                             | M.      | B.      | M.    | B.    |
| 2004                  | Lobi Stars             | Nigerian PL           | 37          | 8           | -                     | -                     | -                              | -                              | -                              | 1       | 0       | 38    | 8     |
| 2004-2005             | Olympique de Marseille | Ligue 1               | 4           | 0           | 0                     | 0                     | -                              | -                              | -                              | -       | -       | 4     | 0     |
| 2005-2006             | Olympique de Marseille | Ligue 1               | 30          | 1           | 5                     | 1                     | CI + C3                        | 6+9                            | 1+1                            | 9       | 1       | 59    | 5     |
| 2006-2007             | Olympique de Marseille | Ligue 1               | 37          | 3           | 6                     | 0                     | CI + C3                        | 2+2                            | 0+1                            | 6       | 1       | 53    | 5     |
| 2007-2008             | Olympique de Marseille | Ligue 1               | 28          | 3           | 2                     | 0                     | C1 + C3                        | 6+4                            | 1+1                            | 14      | 2       | 54    | 7     |
| 2008-2009             | Olympique de Marseille | Ligue 1               | 35          | 3           | 3                     | 1                     | C1 + C3                        | 8+6                            | 0+0                            | 6       | 0       | 58    | 4     |
| 2009-2010             | Olympique de Marseille | Ligue 1               | 27          | 3           | 2                     | 0                     | C1 + C3                        | 4+4                            | 0+0                            | 8       | 0       | 45    | 3     |
| 2010-2011             | Olympique de Marseille | Ligue 1               | 30          | 4           | 6                     | 1                     | C1                             | 5                              | 0                              | 6       | 1       | 47    | 6     |
| 2011-2012             | AC Milan               | Serie A               | 4           | 0           | -                     | -                     | C1                             | 4                              | 0                              | 4       | 0       | 12    | 0     |
| 2011-2012             | Queens Park Rangers    | Premier League        | 15          | 1           | -                     | -                     | -                              | -                              | -                              | 1       | 0       | 16    | 1     |
| 2012-2013             | Dynamo Kiev            | Premier-Liha          | 20          | 0           | 1                     | 1                     | C1 + C3                        | 8+2                            | 0+0                            | -       | -       | 31    | 1     |
| 2013-2014             | Bursaspor              | Süper Lig             | 27          | 2           | 8                     | 0                     | C3                             | 2                              | 1                              | -       | -       | 37    | 3     |
| 2014-2015             | Bursaspor              | Süper Lig             | -           | -           | -                     | -                     | -                              | -                              | -                              | -       | -       | 0     | 0     |
| 2015                  | HJK                    | Veikkausliiga         | 11          | 0           | -                     | -                     | -                              | -                              | -                              | -       | -       | 11    | 0     |
| 2016                  | HJK                    | Veikkausliiga         | 21          | 6           | 9                     | 2                     | C3                             | 4                              | 1                              | -       | -       | 34    | 9     |
| 2016-2017             | FC Lausanne-Sport      | Super League          | 13          | 0           | -                     | -                     | -                              | -                              | -                              | -       | -       | 13    | 0     |
| 2017                  | AFC Eskilstuna         | Allsvenskan           | 9           | 0           | -                     | -                     | -                              | -                              | -                              | -       | -       | 9     | 0     |
| 2018                  | RoPS Rovaniemi         | Veikkausliiga         | 32          | 1           | -                     | -                     | -                              | -                              | -                              | -       | -       | 32    | 1     |
| 2019                  | RoPS Rovaniemi         | Veikkausliiga         | 27          | 1           | 2                     | 0                     | C3                             | 2                              | 0                              | -       | -       | 31    | 1     |
| 2020                  | Doxa Katokopias        | Cyta Championship     | 0           | 0           | 0                     | 0                     | -                              | -                              | -                              | -       | -       | 0     | 0     |
| Total sur la carrière | Total sur la carrière  | Total sur la carrière | 397         | 36          | 43                    | 6                     | -                              | 78                             | 7                              | 55      | 5       | 573   | 54    |

### Buts internationaux
|    | Date             | Lieu                                        | Adversaire   | Résultat | Compétition             |
| -- | ---------------- | ------------------------------------------- | ------------ | -------- | ----------------------- |
| 1. | 23 janvier 2006  | Stade de Port-Saïd, Port-Saïd, Égypte       | Ghana        | 1-0      | CAN 2006                |
| 2. | 6 février 2007   | Griffin Park, Londres, Angleterre           | Ghana        | 1-4      | Match amical            |
| 3. | 18 juin 2007     | Stade Général Seyni Kountché, Niamey, Niger | Niger        | 3-1      | Qualifications CAN 2008 |
| 4. | 20 novembre 2007 | Stade du Letzigrund, Zurich, Suisse         | Suisse       | 1-0      | Match amical            |
| 5. | 9 février 2011   | Lagos National Stadium, Lagos, Nigeria      | Sierra Leone | 2-1      | Match amical            |

## Palmarès

### En club
- Olympique de Marseille :
  - Vainqueur de la Coupe Intertoto en 2005.
  - Champion de France en 2010
  - Vice-champion de France en 2007, 2009 et 2011
  - Vainqueur de la Coupe de la Ligue en 2010 et 2011
  - Vainqueur du Trophée des champions en 2010
  - Finaliste de la Coupe de France en 2006 et 2007
- HJK Helsinki :
  - Vice-champion de Finlande en 2016
  - Finaliste de la Coupe de Finlande en 2016

### En sélection
- U20 du Nigeria : Finaliste de la Coupe du monde en 2005.

## Distinctions personnelles
- 2006 :
  - Meilleur jeune joueur africain de l'année par la CAF.
  - Membre de l'équipe type de la Coupe d'Afrique des nations de l'année.
- 2007, 2008 et 2010 : Membre de l'équipe type africaine décernée par la CAF.
- 2008, 2009 et 2011 : Membre de l'équipe-type de Ligue 1 aux Trophées UNFP.